# Vincent Landay
Vincent Landay (* in Sault Ste. Marie, Kanada) ist ein kanadischer Filmproduzent.

## Karriere
Landay studierte von 1981 bis 1986 Theaterwissenschaft an der University of California, Los Angeles, das er mit einem Bachelor abschloss. Er produziert seit 1993 Musikvideos mit dem Regisseur Spike Jonze für Bands wie Arcade Fire, Kanye West, REM, Björk, Weezer und Fatboy Slim. Auch an Werbespots war er beteiligt. Überdies produzierte er auch die Directors Label DVD Series, eine Sammlung von Werken von Jonze, Chris Cunningham und Michel Gondry.

Neben Jonze hat Landay auch noch mit Regisseuren wie David Fincher, Michael Bay, James Foley, David Lynch, Roman Coppola und John Dahl zusammengearbeitet. Seine Werke wurden mit zahlreichen Auszeichnungen gewürdigt, so zum Beispiel der Spielfilm Her, der ihm seine erste Oscarnominierung einbrachte. Im Jänner 2013 gründete Landay seine eigene Produktionsfirma namens Vincent Landay Productions.

## Filmografie (Auswahl)
Dokumentationen:
- 1991: Pantera: Cowboys from Hell
- 1998: Amarillo by Morning
- 2002: Cydeways: The Best of the Pharcyde
- 2003: The Work of Director Spike Jonze
- 2003: The Work of Director Michel Gondry
- 2003: The Best of R.E.M.: In View 1988-2003
- 2003: Tenacious D: The Complete Masterworks
- 2004: Weezer: Video Capture Device - Treasures from the Vault 1991-2002
- 2009: Tell Them Anything You Want: A Portrait of Maurice Sendak (Fernsehdokumentation)

Kurzfilme:
- 1997: How They Get There
- 1999: Torrance Rises
- 2002: Björk: Volumen Plus
- 2009: We Were Once a Fairytale
- 2010: Higglety Pigglety Pop! or There Must Be More to Life
- 2011: Scenes from the Suburbs
- 2010: I’m Here

Fernsehserien:
- 1988: Das Model und der Schnüffler (Moonlighting, 12 Folgen)
- 1995: Double Rush (13 Folgen)

Musikvideos:
- 1999: Björk: Volumen
- 2000: D.A.F.T.
- 2003: The Chemical Brothers: Singles 93-03
- 2003: The Work of Director Chris Cunningham

Spielfilme:
- 1993: Red Rock West (Aufseher der Post-Produktion)
- 1999: Being John Malkovich (Moonlighting)
- 2002: Adaption – Der Orchideen-Dieb (Adaptation.)
- 2009: Wo die wilden Kerle wohnen (Where the Wild Things Are)
- 2013: Her
- 2021: Music

## Auszeichnungen
- 2000: Independent Spirit Award: Auszeichnung in der Kategorie Bester Debütfilm über 500 000 $ für Being John Malkovich
- 2000: Australian Film Institute Award: Nominierung in der Kategorie Bester ausländischer Film für Being John Malkovich
- 2014: American Film Institute Award: Nominierung in der Kategorie Film des Jahres für Her
- 2014: Oscar: Nominierung in der Kategorie Bester Film für Her
- 2021: Goldene Himbeere: Nominierung in der Kategorie Schlechtester Film für Music